# Machine Dreams
Machine Dreams to drugi album studyjny szwedzkiego zespołu Little Dragon. Wydany 17 sierpnia 2009 roku przez Peacefrog Records.

## Lista utworów
1. A New
2. Looking Glass
3. My Step
4. Feather
5. Thunder Love
6. Never Never
7. Runabout
8. Swimming
9. Blinking Pigs
10. Come Home
11. Fortune

## Skład
- Little Dragon – produkcja, mix
- Guy Davie – mastering
- Dimman – wokal wspierający (track 4)
- Hideyuki Katsumata – ilustracje
- Harry Lindgård – mix
- Petter Lindgård – mix
- SEEK – zdjęcia
- La Skrocka – perkusja (track 7)

## Historia wydawnictw
| Kraj           | Data wydania         | Wydawnictwo           | Format                   |
| -------------- | -------------------- | --------------------- | ------------------------ |
| United Kingdom | 17 sierpnia 2009     | Peacefrog Records     | LP, digital download     |
| United Kingdom | 31 sierpnia 2009     | Peacefrog Records     | CD                       |
| Sweden         | 9 września 2009      | Peacefrog Records     | CD, digital download     |
| Germany        | 16 października 2009 | Peacefrog Records     | CD, LP, digital download |
| Japan          | 28 października 2009 | Village Again Records | CD, digital download     |
| United States  | 3 listopada 2009     | Peacefrog Records     | CD, LP, digital download |
| Australia      | 26 listopada 2010    | EMI                   | CD, digital download     |